# Сожжение Грейтауна
Сожжение Грейтауна — сожжение поселения Грейтаун в Никарагуа, осуществлённое 13 июля 1854 года военным кораблём США «Киана».

## Предыстория
Грейтаун находился на Москитовом берегу, который фактически контролировала Великобритания. В порт Грейтауна часто заходили американские корабли, и с них взимали специальный налог, чем американцы были недовольны.
В мае 1854 года капитан американского торгового корабля, стоявшего в Грейтауне, убил местного чернокожего лоцмана. Власти Грейтауна попытались арестовать американского капитана, но находившийся в тот момент в Грейтауне посол США в Никарагуа Солон Борланд, угрожая пистолетом и ножом, не дал этого сделать. Собралась толпа местных жителей, и после оскорбительных высказываний Борланда о них ему разбили лицо брошенной в него пустой бутылкой.

## Ход событий
После инцидента с Борландом в гавань Грейтауна прибыл американский военный шлюп «Киана» под командованием коммандера Джорджа Холлинса. Он дал жителям Грейтауна 24 часа на то, чтобы покинуть поселение.
13 июля, по истечении срока, «Киана» обстреляла Грейтаун бомбами из 32-фунтовых карронад, после чего высадила десант морской пехоты. Морские пехотинцы подожгли руины поселения.
Так как жители Грейтауна успели покинуть его, то пострадавших не было.
В гавани Грейтауна в момент событий находилась британская вооружённая шхуна «Бермуда» под командованием лейтенанта У. Д. Джолли. Он отправил на борт «Кианы» сообщения с выражением протеста, но больше ничего не сделал. Впоследствии он оправдывался тем, что силы были слишком неравны и вооружённое противостояние американцам было бессмысленным.

## Последствия
Уничтожение Грейтауна было широко освещено в прессе, и вызвало возмущение даже в самих США. Американские публицисты писали, что это событие полностью подорвало доверие к США в Латинской Америке.
Власти же США сначала хранили молчание и лишь через полгода президент США Франклин Пирс заявил: «Тщательнейшим образом рассмотрев обстоятельства происшествия, президент пришёл к заключению, что хотя было бы более желательно, если бы „Киана“ выполнила возложенное на неё задание без применения вооружённой силы, злостное упорное нежелание нарушителей подчиняться привело к тому, что попытка обойтись без силового воздействия завершилась бы лишь утверждением нарушителей в собственной правоте и безнаказанности».